# Петър Пенчев (офицер)
Петър Ганчев Пенчев е български политически офицер (генерал-майор), началник на политическия отдел на 11-а танкова бригада (1959 – 1965), заместник-началник на Политотдела на втора армия – Пловдив (1965 – 1972) и началник на Окръжното управление на МВР – Пловдив (1973 – 1981).

## Биография
Петър Пенчев е роден на 11 октомври 1924 г. в с. Върбен. Основното образование завършва в родното си село, а средното в Пловдивската търговска гимназия, след което продължава образованието си във Висшия икономически институт „Карл Маркс“ в София. От октомври 1949 г. служи в Народната школа за запасни офицери „Христо Ботев“ в София, след което завършва 1-ви випуск на Военно-политическото училище.
Служи като заместник-командир по политическата част (ЗКПЧ) на учебната рота в учебен танков батальон в Горна Баня, а година по-късно е ЗКПЧ на танков полк в същата бригада. През 1954 г. постъпва във Военната академия „Г. С. Раковски“, която завършва с отличие през 1957 г. и е изпратен за ЗКПЧ на танков полк в Ямбол.
През 1959 г. става началник на политическия отдел на 11-а танкова бригада в Карлово, след което от 1965 до 1972 г. е заместник-началник на политическия отдел на втора армия – Пловдив, а през 1973 г. е назначен за началник на Окръжното управление на МВР – Пловдив, където служи до 1981 г., когато е назначен за завеждащ консулската служба при посолството на България в Будапеща, където служи до 1990 г., когато се пенсионира. До 1982 г. е член на Бюрото на ОК на БКП в Пловдив. Награждаван е с орден „Народна република България“ – II ст. (1984).
Генерал-майор Петър Пенчев е автор на документалния разказ „Танкисти“ (1981) и мемоарната книга „Вярност за цял живот“ (2004).

## Награди
- Орден „Народна република България“ – ІІ степен (1984).